# Waldemar Eneberg
Waldemar Eneberg, född 1840 i Närpes, död 1904, var en finländsk ämbetsman och politiker.
Eneberg blev 1876 sekreterare och 1880 direktör för Statskontoret. 1883 blev han chef för Finlands Bank. Eneberg var medlem av borgarståndet vid lantdagarna 1885, 1888 och 1891, tillika vice talman och en av Finska partiets ledare. Från 1891 till sin död tillhörde han senatens ekonomiedepartement, 1893-97 som chef för civilexpeditionen, därefter för justitiedepartementet. Han föll med åren alltmera undan för de ryska kraven, i synnerhet under Nikolaj Bobrikov. Som belöning för detta blev han 1903 adlad.

## Utmärkelser
- Sankt Stanislausorden, tredje klass,  1880[3]
- Sankt Stanislausorden, andra klassen,  1884[3]
- Sankt Annas orden, andra klass,  1891[3]
- Sankt Vladimirs orden, tredje klass,  1894[3]
- Sankt Stanislausorden, första klassen,  1897[3]
- Sankt Annas orden, första klass,  1901[3]

[Redigera Wikidata]